# Nils Forssell
Carl Nils Olof Forssell, född 17 augusti 1889 i Solna, död 15 januari 1969 i Danderyd, var en svensk historiker, journalist och lärare.

## Lärare och historiker
Efter studentexamen vid Östra Real i Stockholm 1909 avlade han filosofisk ämbetsexamen vid Uppsala universitet 1913 och filosofie licentiatexamen vid Stockholms högskola 1920. Han var verksam som lärare vid olika läroinstitutioner i Stockholm. Bland annat var han fram till sin pensionering lektor i svenska vid Norra Realläroverket. Hans sakkunskap har tagits i anspråk för flera pedagogiska utredningar och kommittéuppdrag. Han var ledamot av 1934 års lärobokssakkunniga och av 1937 års skolmaterielsakkunniga samt Läroboksnämnden. 
Forssells vetenskapliga produktion är främst inriktad på andra hälften av 1700-talet och första hälften av 1800-talet. Sin egen studentuppsats om Otto von Bismarck läste han gärna upp för sina elever utan att nämna att han själv var författaren. Hans lektioner bestod mest av underhållande kåserier, där han ur minnet återgav långa sekvenser ur den svenska litteraturen. Även svaga elever hade intet att frukta vid de muntliga studentproven. Forssell kunde konsten att dupera censorerna, så att abiturienterna kom att framstå som bättre pålästa än vad de i verkligheten var.

## Journalist
Nils Forssell medarbetade bland annat i Svenska Dagbladet och Dagens Nyheter samt i Nya Dagligt Allehanda, där han 1914 var utrikesredaktör. I Stockholms kulturliv intog han en central plats som sekreterare i sällskapet Idun. Han umgicks gärna med ledamöter av Svenska Akademien.

## Släkt
Forssell är en svensk släkt från Järvsö. Nils Forssell var son till agronomen och industrimannen Abraham Forssell samt bror till Gösta Forssell, Jakob Forssell, Carl Forssell, Gerhard Forssell och Arne Forssell. Han var från 1922 gift med sin kusin Brita Anna Augusta Natt och Dag (1896–1990). Dottern Kerstin (1923–1977) gifte sig med docenten Salomon Kraft.